# Technische Universiteit van het Midden-Oosten
De Technische Universiteit van het Midden-Oosten (ODTU, Turks: Orta Doğu Teknik Üniversitesi) is een internationale technische universiteit in Turkije, gevestigd in Ankara. De universiteit richt zich op onderzoek en onderwijs in de technische wetenschappen, de natuurwetenschappen, de architectuur en de sociale wetenschappen. Een groot deel van de technologische vernieuwingen in Turkije is gebaseerd op onderzoek verricht aan de Technische Universiteit van het Midden-Oosten, en veel technische managers zijn afgestudeerd aan het instituut.